# Jiří Myszak
Jiří Myszak (2. března 1925 Terezín – 7. dubna 1990 Ostrava) byl český akademický sochař.

## Život a dílo
V letech 1945 až 1950 absolvoval studium na Akademii výtvarných umění v Praze (ateliéry Karla Pokorného a Jana Laudy). Od roku 1949 pobýval v Ostravě, která byla vystavena mohutné poválečné výstavbě, což bylo pro Jiřího Myszaka velká pracovní příležitost. Stal se autorem celé řady komorně laděných i monumentálních sochařských prací, atik a průčelí. Tvorba Jiřího Myszaka je významně zastoupena v exteriérech Ostravy a jiných měst a rovněž ve sbírkách Galerie výtvarného umění v Ostravě. Ostrava byla jeho hlavním působištěm až do doby, kdy byl v 70. letech 20. století v tehdejším socialistickém Československu pro svou „ideovou nepřizpůsobivost“ komunistickému režimu z podstatných zakázek vyloučen. Mnohá jeho díla byla zničena.
V Univerzitním muzeu VŠB – Technická univerzity Ostrava v Ostravě-Porubě lze zhlédnout jeho dílo „Fontána“.
Na parapetu vstupního rizalitu Základní školy generála Zdeňka Škarvady v Ostravě-Porubě jsou umístěny čtyři Myszakovy sochy „Školáci“, podobně jako další čtyři Myszakovy sochy „Školáci“ na sousední Základní škole Porubská 832.

## Galerie

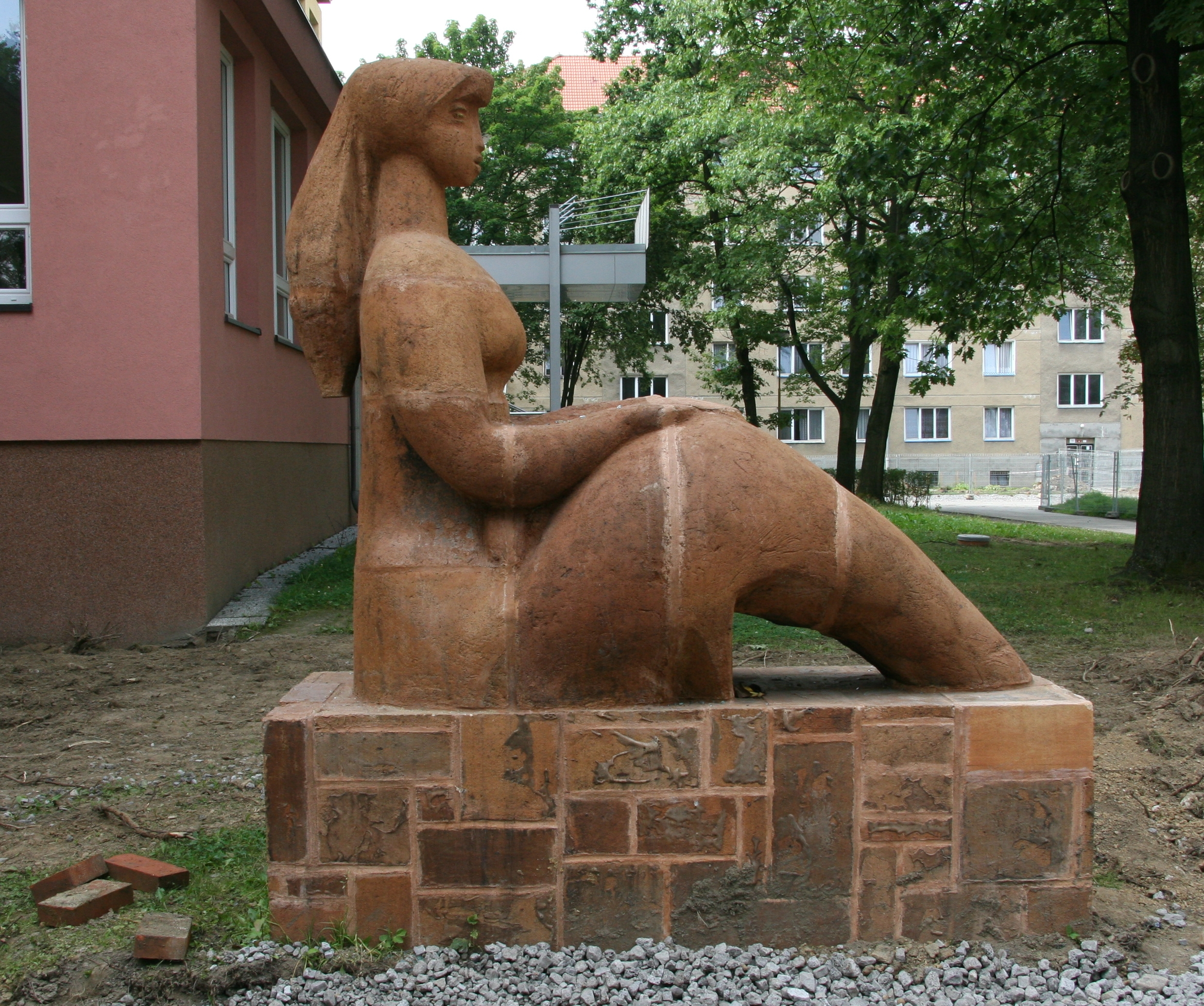
Lesbia, 1963, Havířov
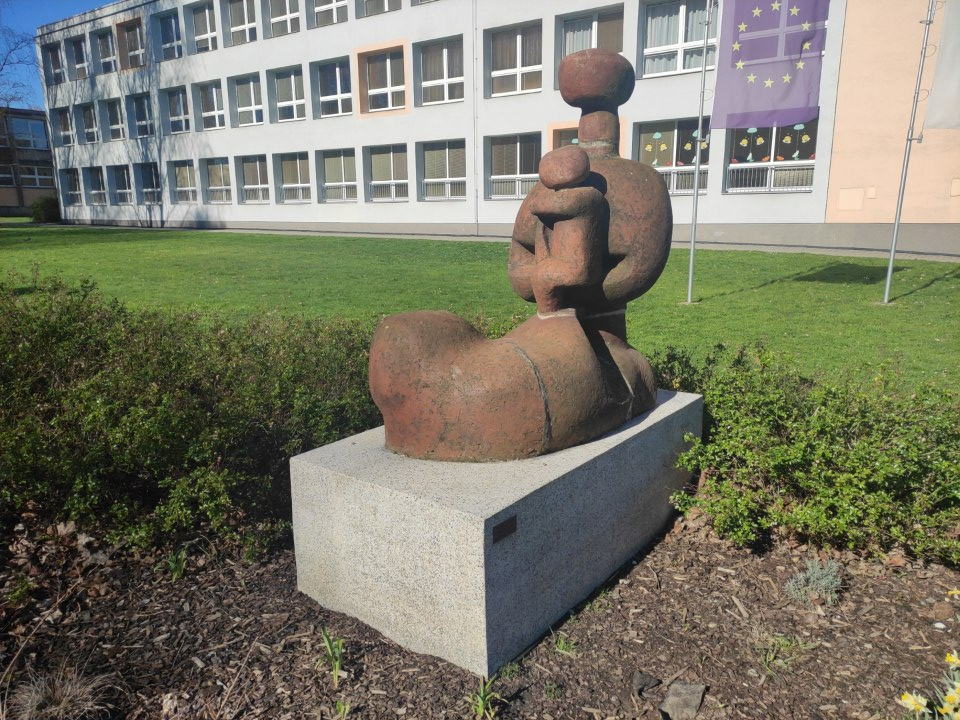
Matka s dítětem, 1966, Ostrava-Zábřeh
Pastýřka, 1970, Vítkov